# Radpol
Radpol SA – polski producent kabli, linek, przewodów i osprzętu kablowego oraz rur, uszczelnień oraz osprzętu termokurczliwego (muf na rury preizolowane).

## Historia
Utworzony jako Przedsiębiorstwo Doświadczalne Przemysłu Kablowego i Sprzętu Elektrotechnicznego Kabloosprzęt z siedzibą w Ożarowie Mazowieckim (zakład w Człuchowie). W 1976 podejmuje działalność produkcyjną (łączniki warstwowe). Od 1981 jest producentem przewodów elektroenergetycznych. Od 1982 samodzielne przedsiębiorstwo państwowe pod nazwą Zakład Urządzeń Technologicznych w Człuchowie. 
W 1984 uruchamia produkcję wyrobów termokurczliwych, których cechą charakterystyczną jest pamięć kształtu.

## Radpol jako spółka akcyjna
W 1995 przedsiębiorstwo zostaje przekształcone w spółkę akcyjną, a od 1997 działa jako Zakład Osprzętu Termokurczliwego Radpol S.A. (w 2003 nazwa zostaje skrócona do Radpol S.A.). Firma zostaje w tym czasie włączona do Programu Powszechnej Prywatyzacji i przechodzi na własność XII NFI Piast. Po 2000 firma notuje ekspansję w oparciu o innowacje. 

## Działalność innowacyjna
Firma, jako jedyna w Polsce, posiada akcelerator elektronowy o energii 2 MeV służący do radiacyjnego sieciowania polimerów. W rezultacie powstają produkty mające cechę pamięci kształtu. 
W 2007 spółka wyróżniona jako Pomorski Lider Innowacji. 
W 2008 technologia została uzupełniona o kolejny akcelerator cząstek, tzw. mały zderzacz hadronów, o mocy 4,5 MeV. W tym zakresie przedsiębiorstwo współpracuje m.in. z Instytutem Energetyki Jądrowej w Nowosybirsku.